# حمض الموليبديك
حمض الموليبديك هو مركب كيميائي للشكل المميه لثلاثي أكسيد الموليبدنوم، وبكون بأبسط أشكاله  بالصيغة الكيميائية MoO3·H2O أحادي الهيدرات، كما يعرف الشكل ثنائي الهيدرات منه أيضاً MoO3·2H2O.
يطلق على أملاح هذا الحمض اسم الموليبدات.

## الخواص
يمكن الحصول على الشكل أحادي الهيدرات من حمض الموليبديك على هيئة صلب أبيض؛ وله بنية بوليميرية تتألف من طبقات من وحدات MoO5·(H2O) المتناسقة ثمانية السطوح، والمتشاركة على أربعة محاور. أما الشكل ثنائي الوحدات فيتبع ذات البنية بشكل عام مع وجود إقحام لجزيء ماء بين الطبقات.